# Hypera Pharma
A Hypera Pharma é uma empresa farmacêutica brasileira com sede em São Paulo, sendo considerada a maior empresa farmacêutica brasileira em termos de receita líquida e capitalização de mercado.[carece de fontes?]

## História
A empresa iniciou suas atividades no ano de 2001, quando João Alves de Queiroz Filho readquiriu a Prátika Industrial, fabricante da palha de aço Assolan. A empresa, por sua vez, era integrante da Arisco, vendida à Bestfoods em 2000, posteriormente incorporada a Unilever, que por sua vez não tinha interesse no negócio de esponjas de aço. 
Devido à grande ascensão, a empresa obteve necessidade de expandir sua produção e sua distribuição, por consequência, adquiriu a Help e a Brilmis e inaugurou um novo centro de distribuição em Goiânia, também em 2002. Neste mesmo ano a empresa alterou sua denominação para Assolan Industrial, dando início a uma série de aquisições nos anos seguintes como a Fisibra (2003), a Distribuidora Clean (2005) e também iniciou-se em um novo segmento, o de detergentes em pó para lavar roupas, com a aquisição da Quimivale Industrial, também em 2005.
Em 2007, ganhou novo nome e nova denominação social, passando a se chamar Hypermarcas, e a Assolan torna-se uma das marcas do recém-formado conglomerado.
No ano de 2008, se torna uma sociedade anônima. No mesmo ano, a empresa lança sua oferta inicial pública de ações na Bovespa, captando cerca de R$ 700 milhões.
Ao final do primeiro semestre de 2017, a empresa era a maior anunciante do mercado publicitário brasileiro.
Em 2018, anuncia a mudança de nome para Hypera Pharma. A mudança, segundo a empresa, tem como objetivo destacar o novo momento da companhia, com foco exclusivo no mercado farmacêutico a partir do ano de 2017.
No mesmo ano, foi deflagrada a Operação Tira-Teima, onde a Polícia Federal (PF) investigou o fundador e mais três ex-executivos da empresa por denúncias de pagamento de propina a políticos do MDB e do PSDB para favorecer a empresa.
Em 2020, compra um portfólio de medicamentos da Takeda, por cerca de US$ 825 milhões. Com isso, a empresa se torna a maior farmacêutica do Brasil e a líder no segmento de medicamentos OTC.
Em 20 de setembro de 2024, a Polícia Federal concluiu o relatório e indiciou os senadores Eduardo Braga (MDB-AM) e Renan Calheiros (MDB-AL) e o ex-senador Romero Jucá (MDB-RR) por, supostamente, terem cobrado propina para favorecer interesses do grupo farmacêutico Hypermarcas (atualmente Hypera Farma) no Senado Federal. A investigação começou como um desdobramento da operação Lava Jato, em 2018, mas o relatório final do inquérito só foi enviado ao Supremo Tribunal Federal (STF) em agosto do mesmo ano. Jucá e Braga negam irregularidades. Renan não se manifestou.

## Aquisições
Em 2002, devido à necessidade de expandir sua produção e distribuição, adquiriu a Help e a Brilmis e inaugurou um novo centro de distribuição em Goiânia, também em 2002. 
Entre 2003 e 2005, adquire a Fisibra, a Distribuidora Clean e a Quimivale Industrial.
Em 2006, a empresa estreia em dois novos segmentos: alimentos (com a compra da Etti) e cosméticos, fruto da parceria com a empresária Cristiana Arcangeli.
No ano de 2007, adquire ainda a DM Farmacêutica (fabricante de Merthiolate, Monange, Cenoura & Bronze e outros), a Sulquímica (fabricante de Mat Inset e Fluss) e a Finn, dona do adoçante de mesmo nome.
Em 2008, incorporou a Farmasa e adquiriu a Ceil (controlada da Revlon no Brasil, proprietária das marcas Bozzano, Aquamarine, Juvena e Campos do Jordão), as marcas Nylooks, Radical, Bia Blanc e Summer Look da Brasil Global Cosméticos em julho, e em setembro, adquiriu a Niasi. 
Em 2009, adquiriu do Grupo Silvio Santos a Hydrogen Comésticos por cerca de R$ 25 milhões. Posteriormente adquiriu a Inal (fabricante dos preservativos Olla e Lovetex) e a marca Jontex (até então pertencente à Johnson&Johnson), detendo assim uma fatia próxima dos 45% no mercado de preservativos, além da fabricante de fraldas e absorventes Pom Pom. Ainda em 2009, adquire o laboratório Neo Química por R$ 1,3 bilhão.
Em 2010, adquiriu a Luper (dona de marcas como Gastrol e Dramavit) por R$ 52,1 milhões, a York (de higiene pessoal e hospitalar) por R$ 95 milhões, a Facilit (dona da marca Sanifill) por R$ 60,4 milhões, a Sapeka, de fraldas infantis, por R$ 225 milhões, a Mabesa (dona de marcas como Cremer-Disney, Plim Plim e Puppet) por R$ 350 milhões, além das controladoras da empresa de produtos odontológicos Bitufo, por R$ 80,05 milhões. Neste mesmo ano, compra também a marca Pom Pom Sabonetes (que estava sob o domínio da Colgate-Palmolive), por R$ 85 milhões, as marcas Digedrat (usado em tratamentos do coração, Peridal (linha gástrica) e Lopigrel (da linha infantil) da Medley por R$ 84 milhões e a Mantecorp (laboratório fabricante de medicamentos tais como Polaramine e dermocosméticos), por R$ 2,5 bilhões.
Em 2011, compra a linha de produtos e a marca Perfex, assim como sua tecnologia, da Johnson&Johnson por US$ 17 milhões.
Em 2019, anuncia a compra da linha de medicamentos Buscopan, da Boehringer Ingelheim, por R$ 1,3 bilhão. A aquisição, segundo a empresa, faz parte da estratégia do grupo, que nos últimos anos se concentrou no segmento farmacêutico, de buscar fortalecimento no mercado de produtos que não precisam de receita.
Em 2020, compra um portfólio de medicamentos da Takeda, por cerca de US$ 825 milhões. Alguns medicamentos que fazem parte do acordo são Neosaldina e Nebacetin, na linha de OTC, além de Alektos e Dramin, na linha de medicamentos de prescrição. Com isso, a empresa se torna a maior farmacêutica do Brasil e a líder no segmento de medicamentos OTC.
Em 2021, adquire da Sanofi um portfólio de 12 marcas (como o analgésico AAS, o antisséptico Cepacol e o fitoterápico Naturetti) por US$ 190 milhões. O acordo prevê ainda que a Sanofi forneça os medicamentos até que a empresa obtenha as licenças necessárias junto à Anvisa.
Em 2022, anunciou a compra de uma propriedade produtora da duboisia (planta da qual se extrai a escopolamina, princípio ativo do Buscopan) da Boheringer Ingelheim por R$ 190 milhões. Além disso, o acordo contempla a transferência do know-how da produção do IFA da linha Buscopan, hoje produzido na Alemanha e vendido para a Sanofi em outros mercados e para a empresa, no Brasil. A partir de 2026, a empresa espera começar a produção do princípio ativo no Brasil.

## Vendas
Em outubro de 2011, a empresa vende algumas marcas de seu portfólio de limpeza (Assim, Sim, Gato, Fluss, Sanifleur e Mat Inset) para a Flora, controlada pela J&F, por R$ 140 milhões. O acordo incluía ainda uma fábrica localizada em Itajaí. Na época, a empresa justificou a venda como parte do plano de focar seus negócios nos segmentos farmacêutico e de higiene pessoal. Em dezembro do mesmo ano, opta pelo desinvestimento total do segmento de consumo, com a venda das marcas Assolan, Perfex e Cross Hatch para a Ypê por R$ 130 milhões. Paralelamente a isso, vende as marcas Etti e Salsaretti (de alimentos) para a Bunge, por cerca de R$ 180 milhões. A negociação envolveu ainda a venda das fábricas da Etti em São Paulo e da Assolan em Goiás.
Em dezembro de 2015, opta pela venda da divisão de cosméticos para a francesa Coty, com marcas como Bozzano, Monange, Paixão, Biocolor, Risqué e Cenoura & Bronze, por R$ 3,8 bilhões. A empresa justifica que, desta maneira, pode manter seu foco no segmento farmacêutico.
Em janeiro de 2016, numa tentativa de reduzir seu endividamento e focar em linhas mais rentáveis, anuncia a venda da divisão de preservativos para a britânica Reckitt Benckiser, por R$ 675 milhões. Na época da venda, a divisão era responsável por apenas 2% do faturamento total do grupo. Ainda em 2016, anuncia a venda da divisão de produtos descartáveis para a belga Ontex, por R$ 1 bilhão. Desta forma, a empresa conclui a reestruturação almejada em 2015.
Em 2020, anunciou a venda de um portfólio com 12 marcas para a Eurofarma por US$ 161 milhões. A venda contempla todos os mercados da América Latina, com exceção do Brasil.
Em 2021, anuncia a venda do portfólio adquirido da Sanofi na Colômbia e no México para a Eurofarma por US$ 51,6 milhões.

## Marcas
Medicamentos de Prescrição
- Mantecorp Farmasa (linha de medicamentos no segmento de Primary Care/Cuidados Básicos)

Dermocosméticos
- Agecare
- Blancy
- Dersab
- Epidac
- Epidrat
- Episol
- Hidramamy
- Lanidrat
- Pielus

Medicamentos isentos de prescrição médica
| A                         | B                   | C           | D         | E / F / G  | H / I / J / K / L     | M               | N / O           | P / Q / R / S | T / U / V / X / Z |
| ------------------------- | ------------------- | ----------- | --------- | ---------- | --------------------- | --------------- | --------------- | ------------- | ----------------- |
| AcerogripC                | Babyneo             | Cafilisador | D'ella    | Engov      | Hemovirtus            | Magnopyrol      | Napronax        | Parapsyl      | Tamarine          |
| Addera D3                 | Babyneo Prevent     | Calamyn     | Daktazol  | Epidac     | Hidramamy             | Mantecorp       | Nasaleze        | Pepto-Zil     | Tefin             |
| Agecare                   | Bacineo             | Calcylon    | Dermalina | Epidrat    | Hidraplus             | Maracugina      | Neo Clotrimazyl | Perfer        | Termopirona       |
| Alcaflor Uno              | Belup               | Calminex    | Dermil    | Episol     | Hipodermon            | Massageol       | Neo Dimeticon   | Pielus        | Tilugen           |
| Alivium Cápsulas Líquidas | Benegrip            | Ceprofen    | Dersab    | Epocler    | Histamin              | Maxtest         | Neo Isocaden    | Plantacil     | Tiratosse         |
| Ambroflux                 | Bequidex            | Cetafrin    | Descon    | Escabin    | Humectol D            | Melhoral        | Neo Loratadin   | Plesonax      | Tyneo             |
| Apetibe                   | Betaliver           | Cetilplex   | Doralgina | Estomazil  | Ibufran               | Merthiolate     | Neo Mebend      | Polaramine    | Virilon           |
| Apracur                   | Biotônico Fontoura  | Cetiva AE   | Doraplax  | Farlac     | Kalloplast            | Miorrelax       | Neocoflan       | Pratium       | Visazul           |
| Asseptcare                | Bisuisan            | Cetoneo     | Doriflan  | Flate      | Ketomicol             | Mirador         | Neocopan        | Resfryneo     | Vitasay Stress    |
| Atrofem                   | Blancy              | Citroplex   | Doril     | Flomicin   | Lacto-Purga           | MM Expectorante | Neolefrin       | Rinosoro      | Xarope Neo        |
| AAS1                      | Blumel Guaco        | Clanistil   | Dorilan   | Fluviral   | Lanidrat              | Mucocistein     | Neolefrin Baby  | Salimetin     |                   |
| Alektos                   | Brain Farma         | Clean Hair  | Dramavit  | Gastrol    | Licor de Cacau Xavier |                 | Neopiridin      | Scaflam       |                   |
|                           | Broncoflux          | Conmel      | Dramin    | Gastrol TC | Life Vit              |                 | Neosoro         | Silibom       |                   |
|                           | Buscopan / Buscofem | Coristina D |           | Gelol      | Lisador               |                 | Neosoro H       |               |                   |
|                           |                     | Curativ     |           | Gurgol     | Lombalgina            |                 | Neossolvan      |               |                   |
|                           |                     | Cepacol1    |           |            | Loralerg              |                 | Neotoss         |               |                   |
|                           |                     |             |           |            | Lorentil              |                 | Nujol           |               |                   |
|                           |                     |             |           |            | Lucretin              |                 | Naturetti1      |               |                   |
|                           |                     |             |           |            |                       |                 | Neosaldina      |               |                   |
|                           |                     |             |           |            |                       |                 | Nebacetin       |               |                   |

Adoçantes
- Adocyl
- Finn
- Zero-Cal

Similares e Genéricos
- Neo Química

1Apenas no mercado brasileiro. Nos demais mercados, a produção e venda dos medicamentos é feita pela Sanofi.